# Firmin Gillot
Pour les articles homonymes, voir Gillot.
Firmin Gillot, né le 11 octobre 1819 à Combres (Eure-et-Loir) et mort le 12 juin 1872 dans le 10e arrondissement de Paris, est un imprimeur-lithographe et inventeur français.

## Biographie

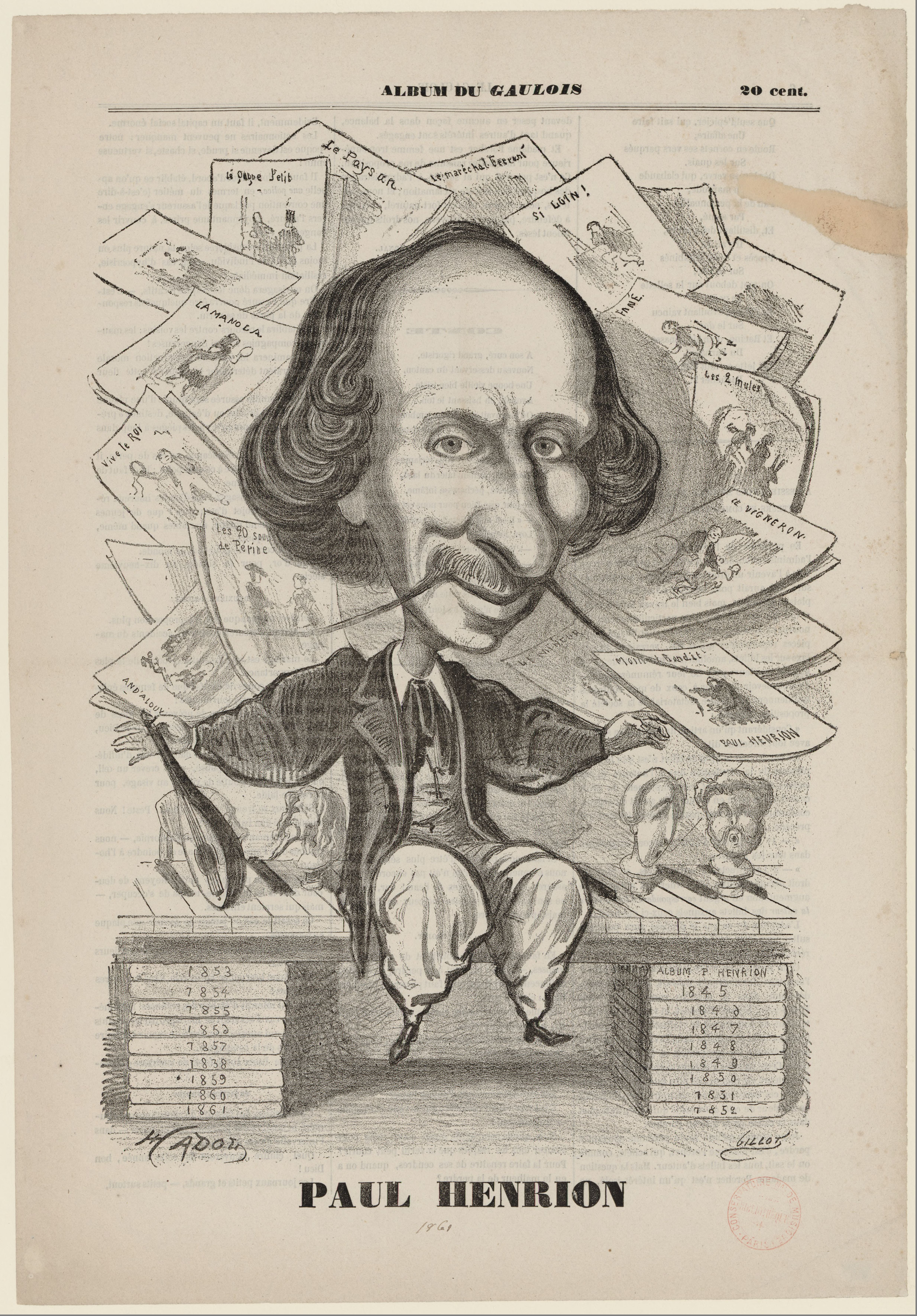
Le compositeur Paul Henrion, photogravure de Firmin Gillot d'après un dessin de Paul Hadol, Album du Gaulois, 1861.

Fils d'un tonnelier, il devient apprenti lithographe à Chartres en 1834. Établi comme imprimeur et graveur-lithographe à Paris, il épouse à Cambrai, le 16 septembre 1847, Mélanie Félicie Eugénie Josèphe Cordier, fille d'un pharmacien et sœur du sculpteur Charles Cordier.
En 1852, Firmin Gillot invente le procédé de la paniconographie - aussi dénommée « gillotage  » - pour laquelle il prend un brevet (photogravure en relief). Grâce à cette technique, le dessin au trait peut être dupliqué et imprimé en plusieurs exemplaires sur du papier. Plus tard, il inventa un nouveau procédé, également en relief, mais non photographique. L’image lithographique est transformée en une image typographique sur zinc, par morsure à l’acide. 
Perfectionnant l'invention paternelle, son fils Charles Gillot développa en 1877 le procédé du gillotage photomécanique, qui devait rapidement dominer la publication de magazines et livres illustrés de l'époque comme Le Charivari, Le Rire, L'Assiette au beurre, Gil Blas, et bien d'autres périodiques illustrés.  
En 1853, Firmin Gillot demeurait 23 quai Saint-Michel. À sa mort, il résidait dans le Xe arrondissement de Paris, où son entreprise était toujours domiciliée en 1875 sous la raison sociale « Vve Gillot & Fils », au 175 rue du Faubourg-Saint-Martin.